# Красноселье (Торопецкий район)
Красносе́лье — деревня в Торопецком районе Тверской области. Входит в Плоскошское сельское поселение.

## География
Расположена примерно в 5 километрах к юго-востоку от села Плоскошь на реке Серёжа.
Климат
Деревня, как и весь район, относится к умеренному поясу северного полушария и находится в области переходного климата от океанического к материковому. Лето с температурным режимом +15…+20 °С (днём +20…+25 °С), зима умеренно-морозная −10…-15 °С; при вторжении арктических воздушных масс до −30…-40 °С.
Среднегодовая скорость ветра 3,5—4,2 метра в секунду.

## История
Прежнее название деревни — Княжеселье (Княжье Село). В 1682 году торопчанином Сергеем Скорцовым здесь был построен храм Архангела Михаила. В 1721 году был пристроен придел в честь Николай Чудотворца. В 1861 году он был перестроен. В Княжесельском приходе учтено до 36 деревень, расположенных на расстоянии до 10 верст от села.
На карте РККА 1923—1941 годов обозначена деревня Красноселье. Имела 12 дворов.
В 1945 году в деревне имелось 60 хозяйств и проживало 162 человека. За годы Великой Отечественной войны погибло 18 жителей деревни.
По данным на 2021 год в деревне имеется 14 хозяйств и проживает 53 человека.

## Население
| 2010 |
| ---- |
| 45   |

Население по переписи 2002 года — 83 жителя.
Национальный состав
Согласно результатам переписи 2002 года, в национальной структуре населения русские составляли 88 % от жителей.

## Достопримечательности
- В деревне находится храм Архангела Михаила. Построен в 1682 году[8]. В настоящее время действует[9].